# قناة برستل

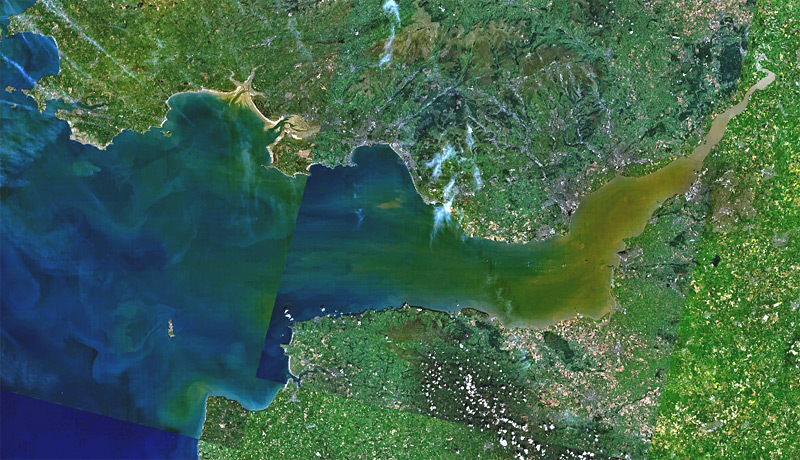
صورة بالأقمار الصناعية لقناة بريستول

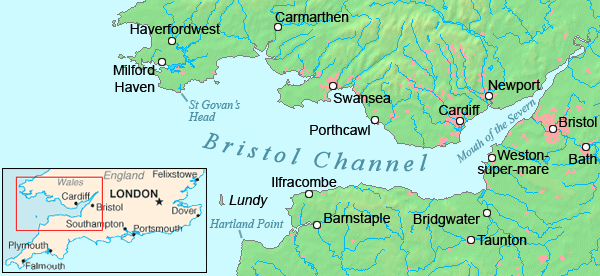
قناة بريستول

قناة بريستول (بالإنجليزية: Bristol Channel)‏ خليج رئيسي لجزيرة بريطانيا العظمى، تفصل القناة بين جنوب ويلز والجزء الجنوب الغربي من إنجلترا وتمتد من أدنى مصب نهر سيفيرن (افون هافرين) إلى الجزء الشمالي من المحيط الأطلنطي المعروف باسم البحر الكلتي. تأخذ القناة اسمها من مدينة بريستول الإنجليزية يبلغ عرضها 50 كيلومتر عن أقصى عرض لها. قناة بريستول على امتداد جنوب غرب إنجلترا وجنوب ويلز تحوي أطول جزء من الأرث الساحلي البريطاني على امتداد سواحلها وتشمل كسمور ،خليج بيدفورد، خليج غلامورغان، شبه جزيرة غاور وجنوب بيمبروكيشيري.